# 小行星5377
小行星5377（英語：5377 Komori）是一颗围绕太阳公转的小行星。1991年3月17日，大友哲、村松修在藤枝市发现了此天体。
这颗小行星的绝对星等为199.69063等。